# Louis Delaprée
Louis Marie Joseph Delaprée (Nantes, 1902 – Guadalajara, 12 dicembre 1936) è stato uno sceneggiatore e reporter francese.

## Biografia
Louis Delaprée era corrispondente in Spagna per il quotidiano Paris-Soir durante la guerra civile Spagnola. Ebbe dissidi con il giornale che non gli pubblicava tutti gli articoli: "Vous n'avez passé que la moitié de mes papiers, je le sais. ...Je prendrai l'avion dimanche... D'ici là je ne vous enverrai plus rien. Pas la peine. Le massacre de cent gosses espagnoles est moins intéressant qu'un soupir de Mrs. Simpson."(Le martyre de Madrid, p.47) Morì tre giorni dopo che il suo aereo fu abbattuto accidentalmente dal pilota sovietico Georgi Nefiodovich Zakharov, mentre stava facendo ritorno in Francia. Dopo la sua morte, fu rimpiazzato a titolo di corrispondente in Spagna da Antoine de Saint-Exupéry.